# René Simões
René Rodrigues Simões, conocido simplemente por René Simões o Simoes fuera de Brasil (Río de Janeiro, 17 de diciembre de 1952), es un exentrenador de fútbol brasileño.

## Carrera
Simões llegó a jugar para la Kitts júnior St. Flamengo y en Bonsucesso, pero prefirió seguir estudiando la carrera. Licenciado en Educación Física, es un miembro del grupo de instructores de la FIFA. Es el único entrenador del mundo que ha dirigido los equipos masculino y femenino en las competiciones oficiales de la FIFA y se ha llevado a todas las categorías de la Copa Mundial de la FIFA. René también entrenó a los seleccionados Sub-17 de Trinidad y Tobago y sub-20 de Brasil, además de llevar a la selección mayor de Jamaica a su primera Copa del Mundo en 1998.

### Jamaica
René tomó el equipo de Jamaica en 1994 con el objetivo de clasificar al equipo para la Copa del Mundo de 1998. Para empezar, buscaron a sus jugadores, y encontró que muchos trabajaban en los hoteles (Warren Barrett cargando bolsas, Theodore Whitmore fue barman). Se fue a Inglaterra y encontraron seis veces en Jamaica allí. Luego dispuso de financiación, y pidió ayuda a la Federación de Jamaica, la creación del proyecto "Adopte un jugador", que consistía en una empresa que patrocine un jugador específico, que ha atraído a grandes empresas como Shell, Citibank y Burger King. Y, por supuesto, un buen plan táctico, lo que llevaría a la clasificación de Jamaica. En 2008, René votó a favor de ir a Jamaica, incapaz de llevarla a la Copa del Mundo de 2010.

### Selección femenina de Brasil
En Sídney 2000, las mujeres brasileñas tenían en el cuarto lugar. Cuando René Simoes fue contratado con el fin de 2004 los Juegos Olímpicos, sobre todo invertido en el psicológico: los profesores contratados, poner frases de motivación y, sobre todo, tiene una pelota de tenis para cada jugador, por lo que se materializan en el deseo de la medalla de pelota. En el plano físico, de los jugadores, se centró por completo y les pidió hacer un cuaderno para especificar lo que había que mejorar. Como resultado, el equipo fue subcampeón olímpico con cuatro victorias (1 a 0 sobre Australia, el 7 a 0 sobre la Grecia, 5 a 0 en el México y de 1 a 0 en el de Suecia) y dos derrotas para la EE. UU. que mostraron algunos avances: en la primera ronda, derrotado por 2 a 0, pero dominando la primera mitad y en la derrota final por 2 a 1 en tiempo extra, jugando mejor. Después de los Juegos Olímpicos, Simões recibido varias propuestas (que aceptó la victoria), y el fútbol femenino comenzó a moverse líderes para crear un campeonato (antes de los Juegos, los jugadores que no han trabajado en el extranjero que viven exclusivamente de la Selección)

### O Dia em que as Mulheres Viraram a Cabeça dos Homens
(El Día en que las mujeres se convirtieron en el jefe de los Hombres) Este es el título del libro publicado en 2007, en que René Simoes se basa principalmente en su propia experiencia frente al entrenador de fútbol de mujeres del Brasil y de ganar la medalla de plata en los Juegos Olímpicos de Atenas en 2004. El libro obtuvo el premio literario de la unión de jugadores de ese año. [1]

### Coritiba
El 6 de junio de 2007 René tomó el mando de Coritiba. Hasta entonces, el Coxa ("Muslo" en español), fue la serie B del Campeonato Brasileño, y volver a la Primera División fue el mayor desafío para el personal. Después de la presentación oficial, con un par de horas, Simoes tuvo su viaje con la delegación a Belém, donde seguiría siendo marginado del partido contra Remo, pero técnicamente guiar al equipo. Era la primera vez que dirigió un equipo del sur de Brasil. En noviembre 24, logró el título de campeón de la Serie B de la liga brasileña, logrando el acceso a la Serie A con cinco rondas de antecedencia. La experiencia de acceso a la misma sirvió de inspiración para un nuevo libro: Do caos ao topo, uma odisseia Coxa-branca.

### Fluminense
René Simoes hizo una campaña para recuperar el tricolor carioca, en Singapur, de 2008, logró evitar el descenso, e incluso el nombre del equipo para la Sudamericana Copa, 2009. En 2009, René ha pasado por algunos altibajos el entrenador del tricolor. AAdemás de la eliminación de las semifinales de la Copa Guanabara de Botafogo 1 x 0, René fue amenazado con abandonar el tri-comando, si no pudo ganar el partido contra el Nacional-PB por la Copa Brasil, pero incluso con la victoria de la 1 0 en la etapa primera, 3 a 0 en el partido de vuelta, René Simoes fue despedido dos días antes del partido de vuelta para la segunda ronda del campeonato brasileño.

### Vuelta a Coritiba
Después de ser despedido de Fluminense, René volvió al Coxa. Su primer partido después de que el Coritiba fue la penúltima prueba del Campeonato Paranaense contra el Atlético-PR, una victoria por 4 a 2, que mantuvo el título espera del equipo. El 8 de agosto, fue desestimada por la secuencia de malos resultados - el club que ocupa el 18.ª posición en la zona de descenso.

### Portuguesa
El 12 de agosto, sólo 3 días después de ser despedido por el Coritiba, firma con el Portuguesa (Asociación Portuguesa de Deportes).
Simplemente abandonando el Lusa después de la derrota en casa ante el Nova Vila. Pero la principal razón de la solicitud fue lo que pasó después del partido, en el que los directores del club entraron en el vestuario con sus guardaespaldas y los jugadores amenazados y miembros del personal para el equipo para devolver los mejores resultados.

### Ceará
El 20 de diciembre de 2001, firma contrato al mando de la Ceará.

### Atlético Clube Goianiense
En 2010 entrena al Atlético Clube Goianiense, dónde más tarde sería sustituido por Geninho.

### Esporte Clube Bahia
El 14 de abril de 2011 la Comisión Directiva del Esporte Clube Bahia designó a René Simoes como nuevo entrenador del primer plantel. Sustituye al cesado Vagner Benazzi.

### Grêmio Barueri Futebol
En 2011 también entrena al Grêmio Barueri Futebol.

### Club de Regatas Vasco da Gama
En 2012 se convierte en director general del Club de Regatas Vasco da Gama.

### Otros cargos
- Preparador Físico: Vasco da Gama (1976 a 1978) e Serrano (1978).
- Superintendente de fútbol: Flamengo (2000)
- Director Técnico de la selección mayor de Costa Rica (septiembre de 2009 a noviembre de 2009)(repechaje contra Uruguay)

## Clubes
| País                         | Club                         | Año       |
| ---------------------------- | ---------------------------- | --------- |
| Bandera de Brasil            | Serrano                      | 1978–1979 |
| Bandera de Brasil            | Olaria                       | 1980–1981 |
| Bandera de Kuwait            | Al Qadsia                    | 1982–1985 |
| Bandera de Brasil            | Mesquita                     | 1985      |
| Bandera de Brasil            | Portuguesa                   | 1986–1987 |
| Bandera de Brasil            | Vitória de Guimarães         | 1987      |
| Bandera de Brasil            | Selección sub-17 Brasileña   | 1988      |
| Bandera de Brasil            | Selección sub-20 Brasileña   | 1988      |
| Bandera de Brasil            | Bahia                        | 1989      |
| Bandera de Catar             | Al-Rayyan                    | 1990–1991 |
| Bandera de Brasil            | Ferroviária                  | 1991      |
| Bandera de Brasil            | Ponte Preta                  | 1991–1992 |
| Bandera de Catar             | Al-Rayyan                    | 1992–1993 |
| Bandera de Catar             | Al-Arabi                     | 1993–1994 |
| Bandera de Jamaica           | Jamaica                      | 1994–2000 |
| Bandera de Honduras          | Honduras                     | 2001–2002 |
| Bandera de Trinidad y Tobago | Trinidad y Tobago            | 2003      |
| Bandera de Catar             | Al-Khor                      | 2004      |
| Bandera de Brasil            | Selección femenina de Brasil | 2004      |
| Bandera de Brasil            | Vitória                      | 2005      |
| Bandera de Brasil            | Santa Cruz                   | 2006      |
| Bandera de Brasil            | Vila Nova                    | 2006      |
| Bandera de Brasil            | Coritiba                     | 2007      |
| Bandera de Jamaica           | Jamaica                      | 2008      |
| Bandera de Brasil            | Fluminense                   | 2008–2009 |
| Bandera de Brasil            | Coritiba                     | 2009      |
| Bandera de Brasil            | Portuguesa                   | 2009      |
| Bandera de Costa Rica        | Costa Rica                   | 2009      |
| Bandera de Brasil            | Ceará                        | 2010      |
| Bandera de Brasil            | Atlético Goianiense          | 2010–2011 |
| Bandera de Brasil            | Bahia                        | 2011      |
| Bandera de Brasil            | Atlético Goianiense          | 2013      |
| Bandera de Brasil            | Botafogo                     | 2015      |
| Bandera de Brasil            | Figueirense                  | 2015      |
| Bandera de Brasil            | Macaé                        | 2017      |

## Títulos
- Vicecampeón carioca de la segunda divisción: Mesquita (1985, primeira vez que Baixada Fluminense se classificó para la primera división estatal)
- Segunda división de los Emiratos Árabes Unidos
- SudAmericano Sub-17: 1988
- Copa de Catar: Al Haiah (1989)
- Campeonato Catariano: Al Rayan SC Doha (1990)
- Copa Sheik Jassim (Catar): Al Rayan SC Doha (1990)
- Copa Al Rayan (Catar): Al Rayan SC Doha
- Sudamericano Sub-20: (1988)
- Copa Shell (Copa del Caribe): Jamaica (1998) y Trinidad y Tobago (2001)
- Medalla de Prata - Futbol Feminino: Juegos Olímpicos de Verano del 2004
- Campeonato Baiano: Vitória (2005)
- Medalla de Bronze en los Juegos Asiáticos en Doha/Catar con sub-23 de Irán (2006)
- Campeonato Brasileño da Série B: Coritiba (2007)

## Condecoraciones
- Condecorado por la FIFA como técnico de equipo que más ha evolucionado en el mundo con el equipo de fútbol nacional de Jamaica - 1995
- Condecorado por el gobierno Brasileño con la medalla Rio Branco - 1997
- Condecorado por el gobierno Jamaiquino con la medalla de distinción - 1999

- Datos: Q2569348
- Multimedia: René Simões / Q2569348